# سیارک ۴۷۴۳
سیارک ۴۷۴۳ (به انگلیسی: 4743 Kikuchi، نامگذاری:1988DA) چهار هزار و هفتصد و چهل و سومین سیارک کشف شده‌است که در ۱۶ فوریه ۱۹۸۸ کشف شد.
قدر مطلق سیارک برابر ۱۳٫۵۰ است.